# The Night Rose
The Night Rose (rieditato come Voices of the City) è un film muto del 1921 diretto da Wallace Worsley. Prodotto e distribuito dalla Goldwyn Pictures Corporation, aveva come interpreti Leatrice Joy, Lon Chaney, John Bowers, Cullen Landis, Richard Tucker, Edythe Chapman, Mary Warren, Betty Schade, Maurice B. Flynn.
Ambientato nei bassifondi criminali di San Francisco (quella che un tempo veniva definita "La costa dei barbari"), il film incontrò seri problemi con la censura. Nello stato di New York ne venne vietata la proiezione e, per permetterne la distribuzione, il produttore dovette rimaneggiare la storia, tagliare alcune scene incriminate, farlo rimontare e cambiargli titolo.

## Trama

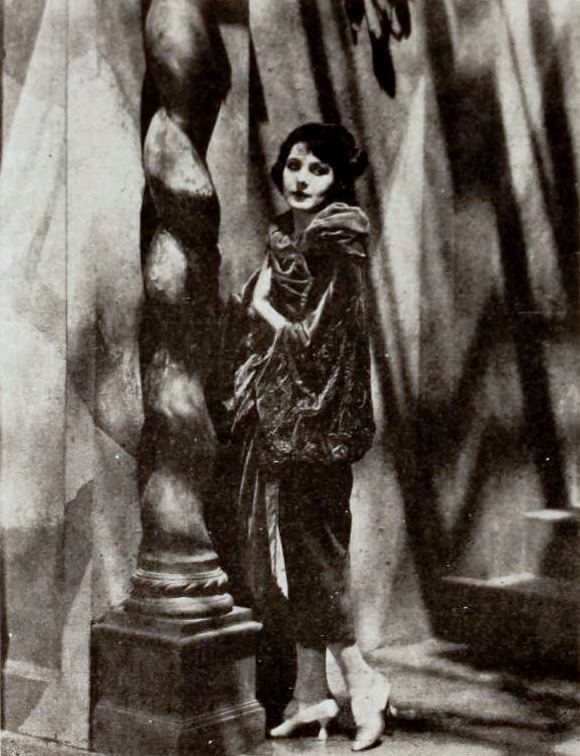
Leatrice Joy

A San Francisco, mentre si trova in un caffè insieme a Jimmy, il suo innamorato, Georgia Rodman assiste a una sparatoria tra alcuni malavitosi e un agente di polizia. O'Rourke, il proprietario del locale, che Jimmy conosce e che crede suo amico, manda uno dei suoi uomini al tavolo dei due per chiedere informazioni sulla ragazza che è in sua compagnia. La polizia, dopo la sparatoria, vuole trattenere i due testimoni per interrogarli e la madre di Georgia, scandalizzata, butta fuori di casa la figlia. O'Rourke, allora, ospita la coppia in una stanza del suo albergo, facendoli sparire dalla circolazione. L'assistente procuratore distrettuale Steven Graham collega la coppia scomparsa con le attività di O'Rourke, raccogliendo prove contro di lui e le sue attività criminose. Il malavitoso ha in progetto di corrompere Graham e di sbarazzarsi di Jimmy, che si frappone tra lui e Georgia, facendogli sparare durante il ballo annuale. Sally, l'ex amante di O'Rourke, venuta a conoscenza del piano, informa Georgia. La giovane, trovando Jimmy ferito, vorrebbe vendicarsi ma viene preceduta dalla gelosa Sally che spara all'amante. Georgia, perdonata dalla madre, torna a casa, riunita a Jimmy, mentre Graham si fidanza con Mary, la sorella di Georgia.

## Produzione
Il film fu prodotto dalla Goldwyn Pictures Corporation con il titolo di lavorazione Flower of Darkness. Per la realizzazione del film, il regista Wallace Worsley avrebbe chiamato William A. Pinkerton, figlio del famoso Allan Pinkerton, fondatore della Pinkerton Detective Agency, come consulente sull'ambiente del sottobosco criminale e sulle procedure di polizia.

## Distribuzione

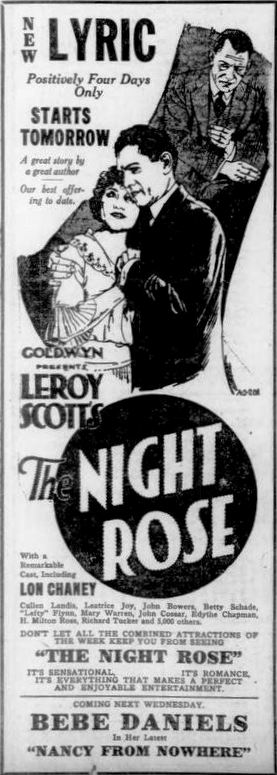
Pubblicità su Duluth Herald (24 febbraio 1922)

Il copyright del film, richiesto dalla Goldwyn Pictures, fu registrato il 5 ottobre 1921 con il numero LP17040.

Distribuito dalla Goldwyn Pictures Corporation, il film uscì negli Stati Uniti nel dicembre 1921. Exhibitors Herald del 4 febbraio 1922 riporta che The Night Rose fu presentato a Chicago il 23 gennaio con il titolo originale e senza alterazioni di sorta. La nuova versione, "spurgata" delle scene più contestate, uscì nell'agosto 1922 con il nuovo titolo, Voices of the City, proiettata in prima al Capitol Theatre di Broadway.
Il film ebbe un distribuzione internazionale, uscendo nell'aprile 1923 in Argentina con il titolo La rosa nocturna, in Danimarca (2 aprile 1923) come Nattens rose, in Francia come Le Prince des ténèbres, in Polonia, come Głosy miasta.

### Censura
La commissione di censura dello stato di New York (la New York State Picture Commission), dopo avere visionato il film, ne vietò la visione nello stato: il vice procuratore generale Rose sostenne che: "avrebbe corrotto la morale incitando al crimine"(26 novembre 1921). Piuttosto che tagliare alcune scene discutibili, la commissione condannò l'intero film. Il divieto assoluto avrebbe fatto perdere al produttore Goldwyn non meno di quarantamila dollari a fronte di una pellicola costata duecentomila dollari e, secondo la petizione presentata in appello dall'avvocato Gabriel L. Hess per conto della produzione, il giudizio della commissione statale avrebbe influito negativamente anche per ciò che riguardava la distribuzione in altri stati. Il 10 agosto 1922 la corte confermò il divieto e Goldwyn si vide costretto a rimontare il film, tagliando diverse scene nelle quali appariva Lon Chaney (il cui personaggio da O'Rourke passò a chiamarsi Duke McGee), cambiandone anche il titolo in Voices of the City prima di presentarlo al Capitol Theatre di New York.

### Critica
Una recensione di Voices of the City apparsa su Film Daily del 20 agosto 1922 riconosceva che lo studio aveva rimosso tutti i fotogramma discutibili, le allusioni alla tratta delle bianche e così via, non lasciando nel film niente che potesse offendere lo spettatore. Tuttavia, il giornale notava che la storia era diventata in qualche modo sconnessa e illogica nonché piuttosto difficile da seguire. Il personaggio di O'Rourke, ribattezzato Duke McGee, era stato fortemente ridimensionato eliminando molte delle sue scene e sminuendo la prova di attore di Lon Chaney che lo impersonava.

### Conservazione
Copia completa della pellicola si trova conservata negli archivi della MGM.